# وزير الدولة لشؤون الشباب والأطفال
وزير الدولة لشؤون الشباب والأطفال (بالألبانية: Ministër i Shtetit për Rininë dhe Fëmijët) هو منصب وزاري في الحكومة الألبانية يركز على القضايا المتعلقة بالشباب والأطفال. يتولى هذا القسم تطوير السياسات التي تحمي حقوق الشباب ومتابعتها، ويتعاون مع المنظمات العاملة في هذا المجال، إضافة إلى برامج التبادل الشبابي الدولية. وتشغل بورا موجاكي حاليًا منصب الوزيرة.